# جبريل كيولار
جبريل كيولار (بالإسبانية: Gabriel Cuéllar)‏ هو دراج مكسيكي، ولد في 26 سبتمبر 1942 في Tezontepec de Aldama ‏ في المكسيك.

## وصلات خارجية
- جبريل كيولار على موقع أرشيف الدراجات (الإنجليزية)
- جبريل كيولار على موقع إحصائيات الدراجات الإحترافية (الإنجليزية)
- جبريل كيولار على موقع أوليمبيديا (الإنجليزية)